# 菊池通武
菊池通武（日语：／ Kikuchi Michitake，5月22日—）是一名日本男性聲優，東京都世田谷區出身，Kenyu Office所屬。

## 簡歷
畢業於Voice Actors Style附屬的Arcadia聲優學院。曾隸屬於Office CHK，現隸屬於Kenyu Office。

## 人物
興趣是賽馬，特長是模仿。

## 演出作品
※粗體字為主要角色。

### 電視動畫
2018年
- 魯邦三世 PART5（巴西代表）

2019年
- 龍族拼圖（商店街的叔叔）
- 魔王陛下RETRY！（南登·曼嫩）
- 科學一方通行（DA兵、DA隊長）
- 我不是說了能力要平均值嗎？（壯年劍士）

2020年
- 僵僵僵 殭屍醬（骨折博士、肌肉男A）
- 戀與製作人（酒店工作人員）

2021年
- 僵僵僵 殭屍醬（電影製片人、鱷魚殭屍A、跳蚤殭屍、巴士乘客A、學生C、脂肪C、觀眾B、觀眾A、謎之年糕A）
- 黑色五葉草（加德羅亞·戈德羅克）
- NOMAD MEGALO BOX 2（裁判、住民B、原型砲彈丸山、拳手、關根、導演）
- 異世界魔王與召喚少女的奴隸魔術Ω（米莫斯）
- NIGHT HEAD 2041（沃爾庫塔兵A、研究所職員）
- 魯邦三世 PART6（殺人屋⑥、假卡森）
- SAKUGAN（司令官）

2022年
- 魯邦三世 PART6（不良A）
- 平家物語（僧兵）
- 骸骨騎士大人異世界冒險中（盜賊、門衛、妖精獵人、卡爾隆、妖精、襲擊者）
- 更多！認真地不認真的怪傑佐羅力 第3期（配送員、卡拉爾德）
- 薔薇王的葬列（演員B）
- 小鳥之翼（施泰因議員、教練）
- 異世界藥局（西蒙）
- OVERLORD IV（伊萬·賈斯納·多拉庫羅）
- 卡片戰鬥！！先導者 will+Dress（太造的父親）
- 異世界迷宮裡的後宮生活（桶店的老闆）
- 彼得·格里爾的賢者時間 Super Extra（戈德）

2023年
- 我的英雄學院 第6期（市民、印度大使）
- 海盜戰記 第2期（庫奴特的使者）
- 勇者死了！（町人、涅夫）
- 天國大魔境（リビューマン）
- 寶可夢 地平線（實演商販、鐵平）
- 鄰人似銀河（島民）
- 肌肉魔法使-MASHLE-（沃思的父親）
- 殭屍100～在成為殭屍前要做的100件事～（前輩E）
- 間諜教室
- 聖者無雙～上班族的異世界生存之道～（老闆）
- 黑暗集會（靈）
- 競速 OVERTAKE!（老爺爺）
- 川越男子歌唱團（老師）
- 靠著魔法藥水在異世界活下去！（村人）
- 地下忍者（混混4）

2024年
- 龍族拼圖（糰子店、觀眾B）
- 寶可夢 地平線（大叔、惡黨）
- 隔壁的妖怪鄰居（杉本清司）
- 失憶投捕（帝德高校棒球部、大泉Senior監督）
- 烏鴉不擇主（門衛、鵄的手下）
- 我的英雄學院 第7期（印度大使、SunSun晴明）
- 迷宮飯（英帕）
- 關於我轉生變成史萊姆這檔事 第3期（貴族C）
- 擅長逃跑的殿下（死蠟）
- 異世界悠閒紀行～邊養娃邊當冒險者～（鍛造店的師傅）
- 魔導具師妲莉亞永不妥協
- 靠廢柴技能【狀態異常】成為最強的我將蹂躪一切（科斯特羅）
- 魔王陛下RETRY！R（青木）
- 蜻蛉高球 第2期（球童長）
- 凍牌（最上）
- 地。-關於地球的運動-（皮耶司特的父親）
- 神劍闖江湖－明治劍客浪漫譚－ 京都騷亂（戴頭巾的）
- 膽大黨（鬼頭咒彥）

2025年
- 妖怪學校的菜鳥老師！（本田言葉）
- 異修羅 第2期（霾晦的艾力吉提）
- 魔域英雄傳說（鎮長、砲台伯軍兵）
- UniteUp! 眾星齊聚 -Uni:Birth-（會頭）
- 平凡上班族到異世界當上了四天王的故事（上班族A）
- 群花綻放、彷如修羅（秋山父）
- 歡迎來到日本，妖精小姐。（街上的男人C）
- 我獨自升級 Season 2 -Arise from the Shadow-（監視課職員）
- 我的幸福婚約 第2期（海軍大臣）
- 哆啦A夢（石犬、無法者①）
- 地。-關於地球的運動-（大學職員）
- 推理要在晚餐後（男、藤倉雅彥）
- LAZARUS 拉撒路（黑幫）
- 九龍大眾浪漫（店主）
- 名偵探柯南（運營者）
- 膽大黨 第2期（鬼頭咒彥）

### 劇場版動畫
2020年
- BURN THE WITCH 龍與魔女（狗仔隊）

2021年
- 鋼彈Reconguista in G III 來自宇宙的遺產（廢品站）
- 海岬的迷途之家（天狗1）

2023年
- 窗邊的小荳荳（太鼓屋）

2024年
- 我的英雄學院：YOU'RE NEXT（賽門·戈里尼[3]）

### 網路動畫
2022年
- TIGER & BUNNY 2（尼古拉斯·肯〈Poseidon Line新CEO〉）
- LUPIN ZERO（黑道B）

2023年
- PLUTO ～冥王～（論壇出席者、幹部）

2025年
- LUPIN THE IIIRD 錢形與兩個魯邦（撒克遜總統）

### 遊戲
2016年
- 隱藏在薔薇下的真實

2020年
- 人中之龍7 光與闇的去向
- Final Fantasy VII 重製版
- 海綿寶寶：為比奇堡而戰-重新灌水-（章魚歌〈代役〉）
- 毘盧遮那戰姬 ～源平飛花夢想～（平清盛[4]）

2021年
- 魔界戰記6（修聖多爾[5]）

2022年
- 魔導書大戰 OnceMore（[6]）
- 問答RPG 魔法使與黑貓維茲（オトナイ）
- 皇家騎士團2：重生（オルバ）

2023年
- 決鬥大師PLAY'S（黒神龍ヴァイザス）
- Final Fantasy XVI（ブラックソーン）
- 寶可夢大師EX（吶喊隊手下〈男〉）

2024年
- 人中之龍8
- 碧藍幻想Relink
- Final Fantasy VII 重生
- 聖獸之王（ホードル、傭兵（Type D）／NPC）

2025年
- 冬園的祭奠（[7]）

## 外部連結
- 菊池通武：Kikuchi Michitake｜株式会社ケンユウオフィス